# 自由パプア運動
自由パプア運動（インドネシア語: Organisasi Papua Merdeka, (OPM)）は、1965年以来西パプア地域で独立運動を行っている組織である。

## 概要
組織は大別して三つのユニットに分けられ、指導者に従って土地支配をするパプア評議会、領内で牽制と反抗をするパプア解放戦線軍、独立への国際的な支援を要請し領土問題に対する関心を上げる海外地盤の亡命評議会が存在している。しかし、多様なメラネシア系部族からなるパプア人の結集は難しく、彼らは内部対立をしてもいたが、殺害事件が相次ぐ中で再統合の兆しも見えてきている。
当初より政治的対話を志向しており、明けの明星旗の掲揚式を行ったり、パプア紛争での軍事行動も経験している。支持者は明星旗を始めとして国歌の我が地パプアやオランダ領ニューギニアの紋章を定期的に掲揚、歌唱している。軍事行動については1998年以来不可侵協定がインドネシアと締結されているが、インドネシア軍はこれを無視、自由パプア運動の行動を非合法とみなしており、独立煽動をする叛逆組織と批難をしている。司令官は9人、兵力は約6万人と推定されているが、その武器は弓矢である事も多く、近代装備には乏しい。
その一方でインドネシアの特殊部隊は彼らの掃討作戦を実行し、この対テロ部隊をオーストラリアが支援していた事が独立派から問題視されているが、オーストラリアは亡命した独立運動家にビザを出した事もある。

## 歴史

### 前史

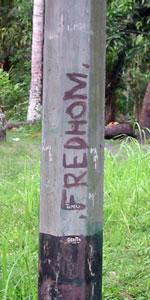
パプア州センタニにある自由パプア運動の落書き

第二次世界大戦中、オランダ領東インドは日本軍の蘭印作戦で、東インドのほとんどが短期間で日本軍の占領下におかれた。軍政当局はオランダ植民地政庁によって拘束されていた、スカルノらインドネシア独立運動家たちを解放し、インドネシア・ナショナリズムの高揚を図った。日本軍はこれらによってインドネシアの民衆を慰撫し、また動員を容易にする考えだったが、独立運動家の側もそれと承知で軍政当局へ協力しつつ、インドネシア独立のために彼らを利用した。日本の敗戦後、1945年8月17日にインドネシア共和国は独立を宣言した。同じ時期、パプアではオランダ領ニューギニア（現在の西パプア）とオーストラリア海外領土パプア（現在のパプア島南東部）、オーストラリア委任統治領ニューギニア（同北東部）がアメリカ合衆国と連合して、日本軍の侵攻を防いでいた。
日本の敗戦後に起きたインドネシア独立戦争の解決を図る1949年末のハーグ円卓会議において、オランダはインドネシア連邦共和国の独立を認め、西パプアについては現状を維持（つまりオランダが統治）し、連邦共和国とオランダの二国間協議を1年後に開くことで合意した。しかし翌年にオランダは前言を翻し、パプア人はインドネシアの国民と民族的に異なるため、民族自決主義に従ってパプア人自身が選択を行うまでオランダが西パプアを統治すると主張しはじめた。
1952年、オランダ議会は西パプアを自国領土に編入すると決議する。以後オランダは西パプアに関する主権問題の議論を拒み、交渉を打ち切った。オランダのこうした姿勢はインドネシア側の態度をさらに硬化させ、インドネシアにおいて西パプア問題は優先課題となった。
戦争前のオランダとオランダ領ニューギニアの関係は戦後、パプアの官公庁が設立され取って代わられたが、それはインドネシアが1963年にイリアンジャヤを統治するまでの事だった。オーストラリアとオランダの間には1957年に、この地は独立が好ましいとの合意をしていたが、オーストラリア管轄地の開発不足とアメリカ合衆国の意向によって東西は統合されなかった。
1961年1月にオランダ領ニューギニアは選挙を行い、ニューギニア議会が1961年4月に設立された。しかしワシントンD.C.ではインドネシアに中央情報局のパイロットであるアレン・ローレンス・ポープの解放を望んでおり、国際連合から西パプアを信託統治領にする提案もあった。インドネシアの大統領となっていたスカルノは「国連の手を借りてあの地をインドネシアにしたい」と望んでおり、米国の国家安全保障問題担当大統領補佐官のマクジョージ・バンディは大統領のジョン・F・ケネディに西パプアの行政をインドネシアに下らせるロビー活動をした。その後のニューヨーク合意は国際連合憲章第85条に則って、国際連合決議1752が1962年9月21日に承認された。

### 設立
植民地独立付与宣言と呼ばれる国際連合決議1514と国際連合憲章に則って、オランダは西パプアの人々が民族自決主義に従い選択できるように強く要請したが、ニューヨーク協定によって7年間延期となり、国際連合は管理権限を失った。その最中の1963年12月に自由パプア運動は分離主義者によって設立され、公式声明で「我々はテロリストじゃない！現代の生活はいらない！我々はいかなる開発も拒否する、宗教組織も医療組織も行政組織もほっといてくれ！」と声を上げた。彼らは12月1日に明けの明星旗を掲げ、この日をパプア独立記念日と呼んでいる。インドネシア警察はこれを大逆罪に相当し7年から20年の投獄となると考えた。
このようにインドネシアが西パプアの独立に過剰ともいえる反応を示すのには、彼らなりの理由があった。インドネシアにおいて西パプアは、旧オランダ領東インドの後継国家であるにもかかわらず独立に際して大インドネシアが失った領土と考えられており、手続きの面からも旧宗主国から領有権交渉を一方的に打ち切られた西パプアの存在は、インドネシア政府にとって植民地主義者の象徴であった。そして同地を「解放」することは、インドネシアによるオランダ帝国主義との戦い、そして第三世界諸国による西側諸国への抵抗の一部と考えられるようになっていた。
ニューギニア議会の議員であり、1962年に西パプア国家委員会委員に就任したニコラース・ジョウウェは1968年12月に、3万人のインドネシア軍と数千人のインドネシアの役人がパプア人を抑圧しているとアメリカ合衆国に対してロビー活動をした。駐インドネシアアメリカ合衆国大使のフランシス・ジョセフ・ガルブレスによれば、インドネシア外務大臣のアダム・マリクもインドネシア軍が問題の引き金であり、少なくとも軍隊の人数を半減すべきだと思っているという。ガルブレスはまた、自由パプア運動について「大衆に渦巻く反インドネシア感情の表徴」であり「85%から90%（のパプア人）が自由パプア運動に共感、いや少なくともインドネシア人に対する激しい反感を抱いている」と述べている。
インドネシア准将のサルウォ・エディ・ウィボウォは1969年7月14日から8月2日にかけて実行された自由選択行為の計画と実行を監督した。国際連合代表大使のオリティズ・サンズは1968年8月22日に来り、一人一票原則を繰り返し訴えたが、インドネシア側は1962年のニューヨーク協定で明記も要求もされていないとしてこれを拒否した。1025人のパプア人の成人がニューヨーク合意にあった手続きを経て非民主的に選ばれて民族自決協議会を結成させ、「話し合い」の名の下に買収や女性の供与、銃での脅迫等も行った上で選挙が実施された。その結果「全会一致」でインドネシアへの編入が決まったが、同年11月に行われた国際連合総会でガーナがこの行動を正当な民族自決行為と言えないと否定、15カ国がこれに同調したが、結局は正当な民族自決行為とされ、インドネシアへの編入が承認された。
それに対してジョウウェと自由パプア運動の指導者であるセス・ジェフェス・ロームコレム、ヤコブ・プライは1971年にパプアの独立を計画した。1971年7月1日に自由パプア運動の二人の指導者は西パプア共和国の独立を宣言し、憲法の草稿を作った。しかしロームコレムとプライの間に考えの差異が生まれ二つに分裂、ロームコレムはその後も自由パプア運動に残り、プライは正義回復運動（PEMKA）を組織した。これによって自由パプア運動の戦闘力の中枢としての力は大幅に弱まった。ただ、現在でも戦闘員や内外の活動家は今でも広くその名を使っている。

### 軍事行動
1976年から米国・フリーポート・マクモランの子会社であるフリーポート・インドネシアの役人はパプア自由運動から脅迫状や春に予定されている反抗への助力要求を受けたがフリーポート側はこれに反対した。そのため1977年7月から9月7日にかけて自由パプア運動はフリーポートに対してセメントを切り燃料のパイプラインを破壊、電話線や電線を切断し、倉庫を全焼させ、様々な施設を爆破した。これによって12万3871.23ドルと見積もられる損害をフリーポートは出した。
1982年、自由パプア運動革命議会が設立され、モーゼス・ウェラー議長の下、国際外交の動きの中で独立を模索し始めた。革命議会は国際連合、非同盟運動、太平洋諸島フォーラム、東南アジア諸国連合といった組織の国際会議を通じて西パプアの独立に対する国際承認を得る事を目的としている。
1984年には州都であり非メラネシア系のインドネシア人の町であるジャヤプラを攻撃。しかしインドネシア軍によって即座に鎮圧された。これによってパプア人難民の国外脱出が引き起こされ、パプアニューギニアにあるキャンプへと彼らは脱出した。なおこの国外脱出は自由パプア運動が支援した。
1986年2月14日にフリーポート・インドネシアは、再びこのエリアで自由パプア運動が活発になってきており、またフリーポートの従業員に自由パプア運動のメンバーあるいは共鳴者がいるとの情報を手に入れた。同月18日には「叛乱軍司令官」とサインされ「19日の水曜日にテンバガプラにある種の雨が降り注ぐ」と記された手紙が届いた。その日の夜、22時頃に何人かの人間がフリーポートの泥漿や石油のパイプラインを弓鋸で切断し、銅や銀、金の鉱石やディーゼル燃料が大量に失われた。加えて破壊者が燃料のラインに火を放ち、炎に迫ろうとする警察を銃撃した。4月14日にも再びパイプライン、電線を切断、錘重を破壊しタイヤを燃やした。修繕に向かった人員も銃撃を受けたため、フリーポートは警察と軍隊の出場を要請した。
1996年1月と8月にも散発的な攻撃が行われ、1月は研究グループのヨーロッパ人を人質に取り殺害、8月は伐採作業所のキャンプにいたインドネシア人の人質を取ったが解放した。
1998年5月に1968年以来のスハルト独裁が終了すると、7月に自由パプア運動はビアク島のコタ・ビアクにある水道塔に独立旗を掲げた。インドネシア軍がグループを解散させるまでの数日彼らはこの場所に止まり、フィレプ・カルマらが逮捕された。
2011年10月24日にムリア警察署長のドミングス・オクタヴィアヌス・アウェスがムリア空港で何者かに殺害された。インドネシア国家警察は自由パプア運動の分離主義者グループの犯行と言い切り、より多くの軍隊を展開するようになった。
2012年1月8日にはバスを襲撃し3人を死亡させ4人を負傷させた、なお死者の一人は治安部隊員であった。21日には自由パプア運動所属と思われる武装した男が道沿いのコンビニにいた市民を銃殺、この被害者はトランスミグラシによって西スマトラから移住してきた人物であった。31日にはメンバーが1kgのドラッグを運んでいるのが国境で発覚し逮捕された。このドラッグはジャヤプラで売られるものであったとみられている。
2012年4月8日、インドネシアのメディアはムリア空港のエプロンを移動しているトリガナエアーの飛行機を襲撃したのは自由パプア運動であると断定した。5人の武装集団が突如飛行機に火を放ち、制御不能に陥った後建物に突っ込んだ。この襲撃でジャーナリスト1名が首に銃撃を受けて死亡した。操縦士や副操縦士、4歳の子供等が他に負傷した。これらの断定に対して西パプア側のメディアはこの事件の主犯が自由パプア運動である事を否定し、これはインドネシア軍による偽旗作戦であると報じた。

## 内部組織
自由パプア運動の内部組織を確定するのは難しい。1996年の最高司令官はマティアス・ウェンダであった。シドニー在住の広報員であるジョン・オンダワメは9人前後の独立した司令官がいると述べている。オーストラリアのフリーランスのジャーナリストによれば司令官は7人という。インドネシア国軍によれば自由パプア運動には「勝利の司令部」と「真実の守護者」の両翼で成り立っているという。しかし前者は1991年に率いていたプロウラーが銃殺されて以降縮小、後者が西パプア全体を統括しているという。真実の守護者のトップはプライで、勝利の司令部はロームコレムがトップである。彼はプロウラーが殺された時に彼の司令官であった。
自由パプア運動とその軍隊であるパプア解放戦線軍が分離する以前、ロームコレムが自由パプア運動の司令官であり西パプア暫定政府の首相、プライは西パプア議会議長に就任しており、この頃は組織的に最もしっかりとしていた。更にこの頃、セネガル政府は自由パプア運動の存在を認め、ダカールに大使館を開設した。
しかし対立によってロームコレムはオランダへと移り、全権はプライに委ねられた。その時、インドネシア国軍に日夜命を狙われていたためにジャヤプラの法学校から脱走したジョン・オットー・オンダワメがプライの右腕となった。これによってプライの主導権は確立された。彼は地域ごとの司令官に9人を割り当て、その多くは彼の軍隊の司令官であった。彼らは未だに活動しているが、ケリー・クワリクだけは2009年12月16日に殺害された。
2009年に自由パプア運動の指揮部隊はゴリアス・タブニによって指揮されている事がリークされた。